# Багдад (футбольный клуб, Узбекистан)
«Багдад» — советский и узбекский футбольный клуб из города Багдада.

## Названия
- 1991—1992 — «Багдадчи».
- 1993—1997 — «Багдад».

## История
Основан не позднее 1991 года. После дебюта в последнем чемпионате СССР во Второй низшей лиге, 6 сезонов подряд (1992—1997) выступал в Первой лиге Узбекистана.

## Достижения
Вторая низшая лига СССР — 12-е место в зональном турнире (1991).
Первая лига Узбекистана — 3-е место (1993).